# Glykoprotein-2b/3a-Hemmer
Die Glykoprotein-2b/3a-Hemmer (auch: GP-IIb/IIIa-Inhibitoren) wirken durch die Blockierung der GP-IIb/IIIa-Rezeptoren auf der Oberfläche der Thrombozyten. Sie hemmen dadurch die Bildung von Blutgerinnseln.
Sie werden als Thrombozytenaggregationshemmer – wie z. B. auch Clopidogrel, aber anstelle dieser Substanz – routinemäßig bei Ballonkathetereingriffen an den Herzkranzgefäßen mit und ohne Stentimplantation sowie beim akuten Koronarsyndrom eingesetzt. Das Outcome nach Gabe der verschiedenen GP-IIb/IIIa-Inhibitoren ist gleich; das Hauptrisiko bei der Anwendung sind Blutungen.
Zu der Medikamentengruppe gehören:
- Abciximab
- Eptifibatid
- Tirofiban